# Cryptocephalus ocellatus
Cryptocephalus ocellatus ist ein Käfer aus der Familie der Blattkäfer und der Unterfamilie der Fallkäfer (Cryptocephalinae). Innerhalb der artenreichen Gattung Cryptocephalus wird Cryptocephalus ocellatus der Untergattung Burlinius zugeordnet.

## Merkmale des Käfers
Die Käfer besitzen eine Körperlänge von 3–4 mm. Flügeldecken, Halsschild und Kopf sind glänzend schwarz. Über die Flügeldecken verlaufen feine Punktreihen. Auf dem Frons befinden sich zwei für die Art charakteristische gelbe Flecke. Außerdem sind die Käfer auch am Ansatz der Fühler gelb. Die basalen Fühlerglieder sind gelbbraun gefärbt, während die apikalen schwarz sind. Die Beine der Käfer sind bis auf die meist dunkleren Tarsen gelbbraun.

## Verbreitung
Das Verbreitungsgebiet von Cryptocephalus ocellatus erstreckt sich in der Paläarktis von Westeuropa bis nach Sibirien und Kasachstan. In Mitteleuropa ist die Art weit verbreitet. Im Norden reicht ihr Vorkommen bis nach Dänemark und ins Baltikum, im Süden in den Mittelmeerraum. Auf den Britischen Inseln ist die Art nicht vertreten.

## Lebensweise
Die Käfer beobachtet man gewöhnlich von Mai bis August. Typische Lebensräume bilden Waldränder und Hecken. Man findet die Käfer meist an ihren Futterpflanzen: Birken (Betula), Haseln (Corylus) und Erlen (Alnus) sowie Weißdorne (Crataegus).

## Taxonomie
In der Literatur findet sich noch folgendes Synonym:
- Cryptocephalus geminus Gyllenhal, 1827

Neben der Nominatform Cryptocephalus ocellatus ocellatus Drapiez, 1819 gibt es die Unterart Cryptocephalus ocellatus ochropezus Suffrian, 1853. Deren Vorkommen erstreckt sich über die Insel Sizilien.

## Etymologie
Der Namenszusatz ocellatus leitet sich aus dem Lateinischen ab: ocellus bedeutet „Äuglein“. Dies bezieht sich auf die beiden gelben Flecke auf der Stirn.